# أستراليا المفتوحة 2019
بطولة أستراليا المفتوحة 2019 (بالإنجليزية: 2019 Australian Open) هي بطولة كرة مضرب تُقام على الملاعب الصلبة الخارجية في حديقة ملبورن في مدينة ملبورن في أستراليا. والتي بدأت فعالياتها في 15 يناير 2019 وانتهت في 28 يناير 2019.

## وصلات خارجية
- Australian Open official website

| سبقه بطولة أمريكا المفتوحة للتنس 2018 ‏ | البطولات الكبرى لكرة المضرب | تبعه دورة رولان غاروس الدولية 2019 |

قالب:P19 في التنس